# 2000 CK105
2000 CK105 est un objet transneptunien du groupe dynamique des plutinos.

## Caractéristiques
2000 CK105 mesure environ 253 km de diamètre.